# سیارک ۲۳۸۲۱
سیارک ۲۳۸۲۱ (به انگلیسی: 23821 Morganmonroe، نامگذاری:1998QZ69) بیست و سه هزار و هشتصد و بیست و یکمین سیارک کشف شده‌است که در ۲۴ اوت ۱۹۹۸ کشف شد.
قدر مطلق سیارک برابر ۱۸.۶ است.